# تاتيانا نيكولاييفا
تاتيانا بيتروفنا نيكولاييفا (بالروسية: Татья́на Петро́вна Никола́ева؛ 4 مايو 1924- 22 نوفمبر 1993) عازفة بيانو ومؤلفة وأستاذة موسيقى روسية سوفييتية.

## حياتها المبكرة
ولدت تاتيانا نيكولاييفا في بلدة بيزتسا التي أصبحت اليوم جزءاً من مدينة بريانسك الروسية في 4 مايو 1924. كانت والدتها عازفة بيانو محترفة دَرَسَت في كونسرفاتوار موسكو على يد المؤلف وأستاذ الموسيقى الشهير ألكسندر غولدنوايزر، وكان والدها عازف كمان وتشيلو هاوٍ.
تعلمت تاتيانا العزف على البيانو منذ سن الثالثة، وبدأت التأليف الموسيقي وهي في الثانية عشر من عمرها. وعندما بلغت الثالثة عشر إلتحقت بكونسرفاتوار موسكو، فدَرَسَت على يد غولدنوايزر وإيفيغيني غولوبيف. وكان غولدنوايزر صديق لمشاهير الموسيقيين أمثال سكريابين ورحمانينوف ونيكولاي ميتنر، وكان يشدد على الحاجة إلى تطوير أعلى المهارات في العزف الطباقي.

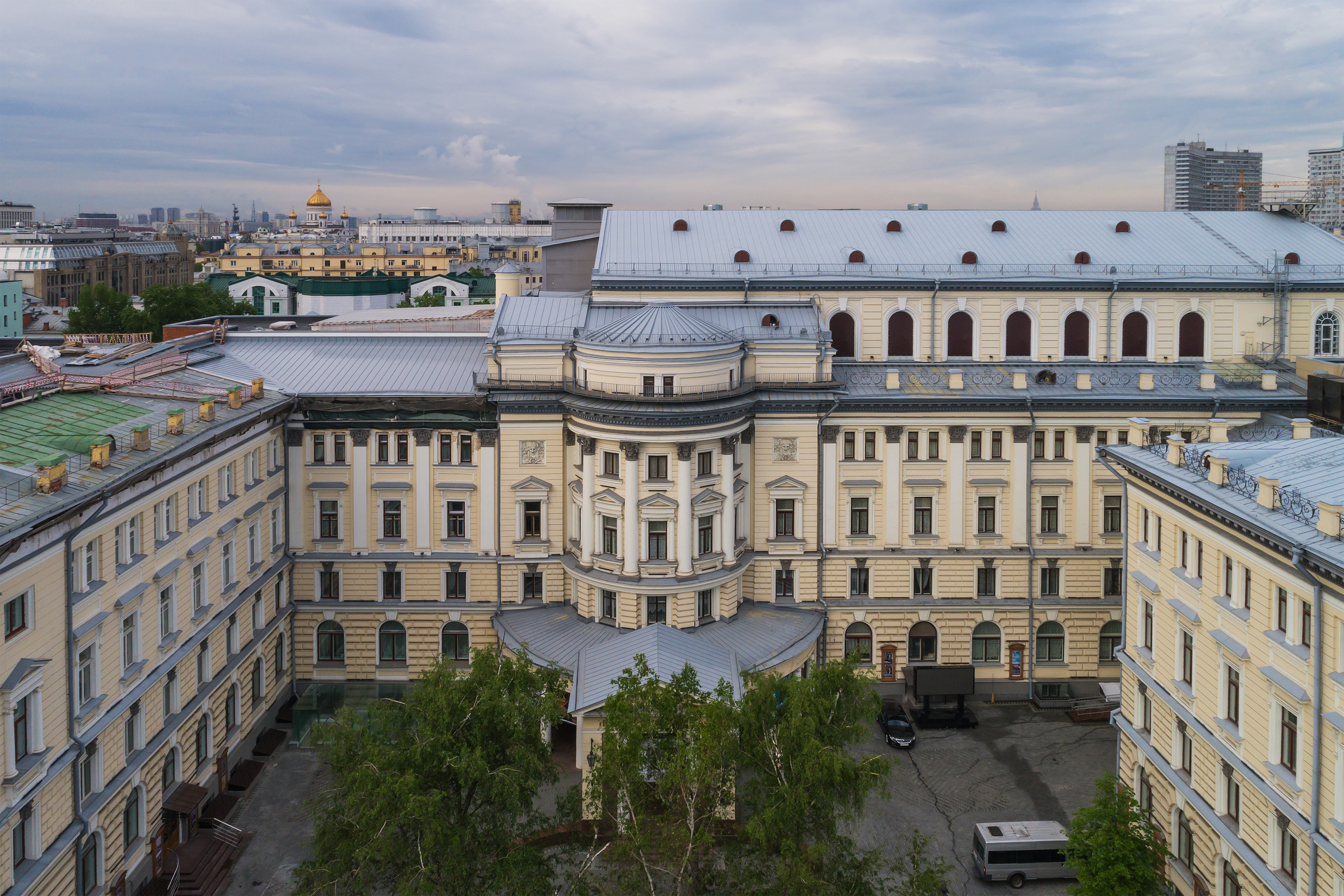
كونسرفاتوار موسكو الذي درست فيه نيكولاييفا

 تخرجت نيكولاييفا في عام 1948، وبعد التخرج درست التأليف الموسيقي على يد إيفيغيني غولوبيف. خلال تلك الفترة كتبت كنتاتا (أغنية عن السعادة)، واثنين من كونشرتو البيانو. كونشرتو رقم 1 في سلم سي كبير، تم تسجيله من قبل (الأوركسترا السيمفوني السوفييتي) بقيادة المايسترو كيريل كوندراشين.

## المهنة
في عام 1950 حصلت نيكولاييفا على مكانة بارزة بفوزها بمسابقة يوهان سيباستيان باخ الدولية والتي أقيمت في ذكرى مرور 200 عام على وفاة باخ. ولكن الأهم من ذلك هو لقاؤها في تلك المسابقة بالموسيقار شوستاكوفيتش الذي كان عضواً في لجنة التحكيم، حيث نشأت بينهما صداقة استمرت مدى الحياة. وقد أعجبه عزفها المميز فأهداها عمله الرائع (24 مقدمة موسيقية وفوغا) واختارها لتكون أول من يعزفه وذلك في عام 1952، حيث قدمت ثلاث تسجيلات كاملة لهذه الدورة.
في عام 1959 أصبحت نيكولاييفا مُدرِّسَةً في كونسرفاتوار موسكو، ثم أصبحت بروفيسوراً في 1965. أنجزت نيكولاييفا أكثر من 50 تسجيلاً خلال حياتها المهنية، أبرزها أعمال آلات لوحة المفاتيح لباخ بضمنها عمله غير المكتمل فن الفوغا، وبتهوفن.
لم تصبح شهرة نيكولاييفا واسعة في العالم الغربي إلا في سنواتها الأخيرة، فبعد سقوط النظام الشيوعي أصبحت مطلوبة بشكل واسع عالمياً، فقامت بالعديد من الجولات الموسيقية في أوربا والولايات المتحدة.
كانت نيكولاييفا عضواً في الكثير من لجان التحكيم للعديد من المسابقات الموسيقية الدولية، بما في ذلك مسابقة ليدز الدولية للبيانو عامي 1984 و1987.
كان أحد أفضل تسجيلاتها المعروفة نسختها الموسيقية الخاصة بحكاية الأطفال السمفونية (بيتر والذئب) لبروكوفييف،  الذي اُطلق من قبل شركة RCA فيكتور في اليابان. وكانت معروفة بامتلاكها ذخيرة كبيرة من الأعمال الموسيقية المسرحية، وكان الكثير من المتحمسين بانتظار إنتاج الكثير من أعمالها التي لم تر النور بعد.

## التدريس
كانت تاتيانا نيكولاييفا أستاذة لأربعة عقود، دَرَّست العديد من عازفي البيانو المعروفين أبرزهم الشاب نيكولاي لوغانيسكي، الذي نال شهرة عالمية كبيرة.

## الجوائز والتكريم
- في عام 1991 فاز تسجيلها الثالث لـ (24 مقدمة وفوغا) لشوستاكوفيتش بجائزة غرامافون ضمن فئة الآلات الموسيقية.
- فنان الشعب في الاتحاد السوفيتي (1983).
- جائزة ستالين من الدرجة الاولى عن حفلاتها وعروضها الموسيقية ولتأليفها الموسيقي للبيانو والأوركسترا.

## وفاتها
في 13 نوفمبر 1993، وأثناء عزفها مقدمات وفوغا شوستاكوفيتش في حفل موسيقي بمدينة سان فرانسيسكو الأمريكية، تعرضت نيكولاييفا لجلطة نتيجة لنزف دماغي، ولم تتمكن من إتمام الحفل. توفيت تاتيانا نيكولاييفا بعد تسعة أيام في 22 نوفمبر 1993،(بعض المصادر غير الصحيحة تذكر بأن وفاتها كانت في 13 نوفمبر).

## جزء من الأعمال التي عزفتها
- 24 مقدمة وفوغا تصنيف،87 OP. (شوستاكوفيتش)
- ثنائيات من دليل أعمال باخ
- متتابعات غولدبيرغ باخ
- فن الفوغا باخ
- أعمال أخرى باخ
- دورة كاملة لسوناتا البيانو (بيتهوفن)
- ثلاث رقصات خيالية OP.5 (شوستاكوفيتش)
- سوناتا البيانو رقم 2 OP.61، (شوستاكوفيتش)
- مقدمات OP.34 (شوستاكوفيتش)[5]

## مؤلفاتها الموسيقية
- كنتاتا (أغنية عن الحب)
- كونشرتو بيانو رقم 1 في سلم سي كبير OP.10، تم عزفه وتسجيله لأول مرة عام 1951، حيث قامت بعزفه بنفسها مع الاوركسترا بقيادة المايسترو كيريل كوندراشين، وتم نشر التسجيل في عام 1958.
- كونشرتو بيانو رقم 2 في سلم مي منخفض كبير op.32 في عام 1966
- كونشرتو كمان (1972).[6]
- سيموفينية (بين 1955 و1958)
- ثلاثي بيانو وفلوت وفيولا OP.18، (سجلت من قبل تسجيلات BIS السويدية).
- مقدمات للبيانو.
- 24 كونشرتو ETUDES OP.13 بين عامي 1951 و1953 [7]
- 5 ETUDES في عام 1961
- سوناتا بيانو (1947-1949)
- رباعي آلات وترية بأربع حركات (1960)
- خماسي بيانو (1947)

## وصلات خارجية
- تاتيانا نيكولاييفا على موقع ميوزك برينز (الإنجليزية)
- تاتيانا نيكولاييفا على موقع أول ميوزيك (الإنجليزية)
- تاتيانا نيكولاييفا على موقع ديسكوغز (الإنجليزية)

•	صفحة خاصة بتأبين تاتيانا نيكولاييفا.
•	نبذة عن سيرة تاتيانا نيكولاييفا.
•	مقابلة مع نيكولاييفا.